# 원주MBC 정오의 희망곡
원주MBC 정오의 희망곡은 원주MBC FM4U에서 방송했던 라디오 프로그램이다.

## 역사
1986년 8월 28일 원주MBC FM4U가 개국하면서 첫방송을 시작해, 2004년 4월 25일에 잠정적으로 폐지됐다가, 2004년 10월 25일에 다시 6개월만에 부활했으나, 2013년 3월 24일 방송을 마지막으로 "원주MBC 정오의 희망곡"은 완전히 27년만에 폐지되었다.

## 역대 방송시간
| 방송 채널    | 방송 기간                          | 방송 시간                    |
| ------------ | ---------------------------------- | ---------------------------- |
| 원주MBC FM4U | 1986년 8월 28일 ~ 2001년 10월 14일 | 매일 낮 12:00 ~ 오후 2:00    |
| 원주MBC FM4U | 2003년 4월 14일 ~ 2004년 4월 25일  | 매일 낮 12:00 ~ 오후 2:00    |
| 원주MBC FM4U | 2007년 4월 23일 ~ 2013년 3월 24일  | 매일 낮 12:00 ~ 오후 2:00    |
| 원주MBC FM4U | 2001년 10월 15일 ~ 2002년 9월 28일 | 월~토요일 낮 12:00 ~ 낮 1:00 |
| 원주MBC FM4U | 2002년 9월 30일 ~ 2003년 4월 13일  | 매일 낮 12:00 ~ 낮 1:00      |
| 원주MBC FM4U | 2004년 10월 25일 ~ 2007년 4월 22일 | 매일 낮 12:00 ~ 낮 1:00      |

## 역대 DJ

### 1기
- 1986년 8월 28일 ~ 2003년 4월 13일 : 신규옥 아나운서
- 2003년 4월 14일 ~ 2004년 4월 25일 : 이지은

### 2기
- 2004년 10월 25일 ~ 2007년 4월 22일 : 전희영 아나운서
- 2007년 4월 23일 ~ 2009년 4월 19일 : 방윤서 아나운서
- 2009년 4월 20일 ~ 2013년 3월 24일 : 박지현 아나운서